# 수사네 게오르기
수사네 게오르기(덴마크어: Susanne Georgi, 1979년 6월 7일 ~ )는 덴마크의 가수이다. 덴마크의 2인조 음악 그룹인 Me & My의 멤버로 활동했으며 유로비전 송 콘테스트 2009에서 안도라 대표로 참가했다.